# 2030
2030 (MMXXX) kommer att bli ett normalår som börjar en tisdag i den gregorianska kalendern.

## Framtida händelser

### Februari
- 8-24 februari – De 26:e Olympiska vinterspelen förväntas äga rum.

### September
- 8 september – Val förväntas hållas till Sveriges riksdag, regioner och kommunfullmäktige.[1]

### Okänt datum
- VM i fotboll förväntas spelas.
- Asiatiska spelen förväntas hållas i Doha i Qatar.
- Ryssland planerar en bemannad månfärd.[2]
- Japanska rymdstyrelsen kommer att bygga en bemannad månbas.[3]
- Saudiarabien kommer inte längre att kunna exportera olja.[4]
- Saudiarabien kommer att ha 16 kärnreaktorer.[5]
- Blå linjens tunnelbana till Nacka Forum i Nacka förväntas invigas.